# Prinzenstein (Lanke)

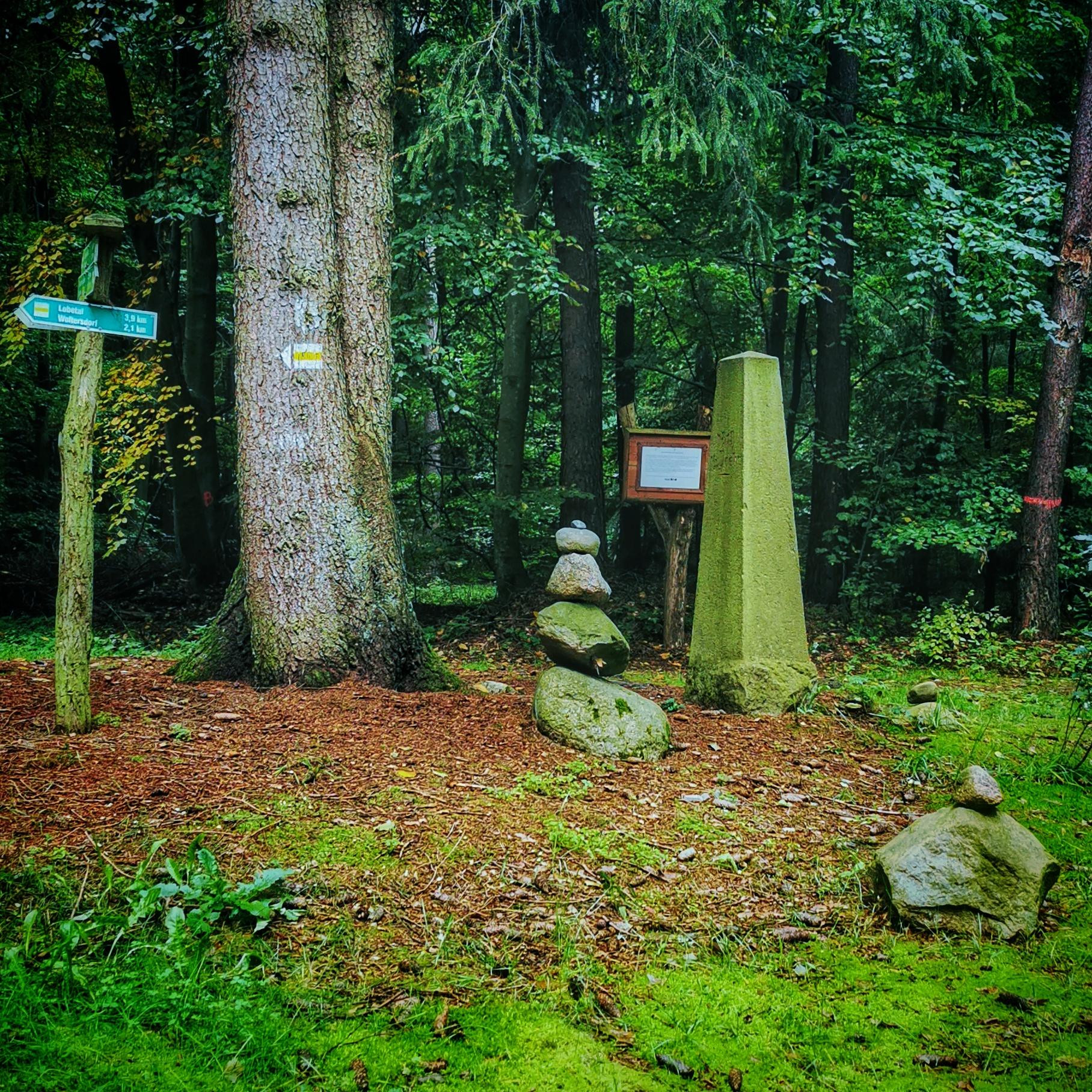
Prinzenstein in der Nähe von Lanke

Der Prinzenstein liegt etwa einen Kilometer südlich von Lanke (Wandlitz) im Wald an einer Wegkreuzung und ist ein beliebtes Ausflugsziel für Einheimische und Wanderer. Gelegentlich wird der Ort auch für spirituelle Rituale genutzt. Auch mit dem Fahrrad ist er gut zu erreichen.
Der Gedenkstein erinnert an den Jagdunfall, den der spätere deutsche Kaiser und preußische König Wilhelm I. (1797–1888) hier am 16. Dezember 1819 erlitt.
Als Jagdgast des Freiherrn Heinrich Otto von Wülknitz (1764–1853) verletzte sich der damals 22-jährige Prinz von Preußen beim Laden seiner Doppelflinte schwer an der rechten Hand. Der Überlieferung zufolge soll der Prinz dabei zwei Glieder seines rechten Zeigefingers verloren haben, was sich aber als unwahr erwies.
Nach der Erstversorgung in Bernau wurde er in Berlin von dem berühmten Chirurgen Carl Ferdinand von Graefe (1787–1840) behandelt, dem es gelang, den fast abgetrennten Zeigefinger zu retten.
Der obeliskenartige „Fürstenstein“ aus rötlichem Granit trägt nur das Datum des Vorfalls und wurde vermutlich unter Graf Friedrich Wilhelm von Redern (1802–1883), dem späteren Gutsherrn von Lanke, errichtet.
Koordinaten: 52° 44′ 35,9″ N, 13° 33′ 22,5″ O
Literatur:
Ulrich Feldhahn: Der Zeigefinger des Kaisers. Ein Jagdunfall von 1819 und seine Folgen. In: Jahrbuch für Brandenburgische Landesgeschichte, 70. Band, Berlin 2019, S. 153–168.